# Handbuch der deutschen Bildungsgeschichte
Das Handbuch der deutschen Bildungsgeschichte ist ein Nachschlagewerk zur deutschen Bildungsgeschichte. Es erschien zwischen 1987 und 2005 im Verlag C.H.Beck in sechs chronologisch angeordneten Bänden, wobei der sechste Band aus zwei Teilbänden bestand. Die einzelnen Bände sind inhaltlich in gleicher Weise gegliedert, so dass einzelne Themen auch epochenübergreifend erschlossen werden können. Behandelt wird nicht nur die Entwicklung der einzelnen Bildungsbereiche, insbesondere Schulen und Hochschulen, sondern auch ihr jeweiliger epochenspezifischer Kontext (Lebensalltag, Familie und Kindheit, pädagogisches Wissen und Denken, Armenfürsorge, Berufs- und Erwachsenenbildung, Medien).

## Bandliste
- Band I: Das 15. bis 17. Jahrhundert. Von der Renaissance und der Reformation bis zum Ende der Glaubenskämpfe, Hrsg. von Notker Hammerstein und August Buck, München 1996, ISBN 978-3-406-32463-5
- Band II: 18. Jahrhundert. Vom späten 17. Jahrhundert bis zur Neuordnung Deutschlands um 1800, Hrsg. von Notker Hammerstein und Ulrich Herrmann, München 2005, ISBN  978-3-406-32464-2
- Band III: 1800–1870. Von der Neuordnung Deutschlands bis zur Gründung des Deutschen Reiches, Hrsg. von Karl-Ernst Jeismann und Peter Lundgreen, München 1987, ISBN 978-3-406-32385-0
- Band IV: 1870–1918. Von der Reichsgründung bis zum Ende des Ersten Weltkrieges, Hrsg. von Christa Berg, München 1991, ISBN 978-3-406-32465-9
- Band V: 1918–1945. Die Weimarer Republik und die nationalsozialistische Diktatur, Hrsg. von Dieter Langewiesche und Heinz-Elmar Tenorth, München 1989, ISBN 978-3-406-32466-6
- Band 6/1: 1945 bis zur Gegenwart. Bundesrepublik Deutschland, Hrsg. von Christoph Führ und Carl-Ludwig Furck, München 1997, ISBN 978-3-406-32467-3
- Band 6/2: 1945 bis zur Gegenwart. Deutsche Demokratische Republik und neue Bundesländer, Hrsg. von Christoph Führ und Carl-Ludwig Furck, München 1998, ISBN 978-3-406-42931-6